# 諫早市立小栗小学校
諫早市立小栗小学校（いさはやしりつ おぐりしょうがっこう）は、長崎県諫早市小川町にある公立小学校。

## 概要
歴史
1902年（明治35年）に小栗村に開校した「小栗尋常小学校」を前身とする。
学校教育目標
「おおきな心で、ぐんぐん伸びる、りっぱな考え持つ子供」
校章
中央に校名の「小栗」の文字（縦書き）を置いている。
校歌
1953年（昭和28年）に制定。作詞は西川武治、作曲は青木髙音による。
校区
諫早市小栗地区（小ヶ倉町、小川町、鷲崎町、川床町）。中学校区は諫早市立諫早中学校。

## 沿革
- 1902年（明治35年）4月 -　尋常科（修業年限4年）を設置の上「小栗尋常小学校」が開校。
  - 小栗尋常小学校が開校する前、小栗村北部の児童は隣接していた諫早町の諫早尋常小学校、諫早高等小学校に通学していた。また小栗村は諫早町・諫早村・北諫早村と学校組合を組織し諫早尋常小学校と諫早高等小学校の運営にあたっていた。1901年（明治34年）に小栗村はこの学校組合から脱退。
- 1908年（明治41年）4月1日 - 小学校令の改正により、義務教育年限（尋常科の修業年限）が4年から6年に延長されたため、尋常科5年を新設。
- 1909年（明治42年）
  - 4月1日 - 尋常科6年および高等科（修業年限2年）を設置の上「小栗尋常高等小学校」に改称（尋常科6年・高等科2年）。
  - 12月 - 小栗農業補習学校が併設される。
- 1940年（昭和15年）9月1日 - 諫早市の発足[2]に伴い、諫早市立の小学校となる。
- 1941年（昭和16年）4月1日 - 国民学校令の施行により、「諫早市小栗国民学校」に改称。尋常科を初等科に改める（初等科6年・高等科2年）。
- 1947年（昭和22年）4月1日 - 学制改革（六・三制の実施）により「諫早市立小栗小学校」（現校名）となる。高等科は諫早市立諫早中学校に統合される。
- 1949年（昭和24年）7月 - 育友会が発足。
- 1953年（昭和28年）2月 - 校歌を制定。
- 1966年（昭和41年）3月 - 新校舎が完成。
- 1972年（昭和47年）7月 - プールが完成。
- 1976年（昭和51年）
  - 3月 - 体育館が完成。
  - 4月1日 - 諫早市立みはる台小学校の新設により、栗面（くれも）町の児童103名が転出。
- 2000年（平成12年）5月 - 小栗ふれあい農園を開設。
- 2002年（平成14年）11月 - 創立100周年記念式典を挙行。
- 2007年（平成19年）7月 - 学校給食の方式が自校調理方式から学校給食センターからの配送方式に変更となる。
- 2012年（平成24年）12月 - 新体育館が完成。
- 2014年（平成26年）4月 - 新校舎が完成。
- 2016年  (平成28年)   10月-5・6年生がねんりんピックに参加する

## アクセス
最寄りの鉄道駅
- 島原鉄道線 幸駅

最寄りのバス停
- 県営バス小栗、及び小栗小学校上バス停

最寄りの幹線道路
- 国道57号（島原街道）小川町交差点

## 周辺
- 長崎県立諫早農業高等学校
- 諫早市立諫早中学校
- 諫早市立諫早幼稚園
- 諫早市立諫早中央保育所
- 南諫早郵便局
- JAながさき県央Aコープファルト店・農産物直売所きん彩・寿会館

## 参考資料
- 「北高来郡誌」全（1974年（昭和49年）6月20日発行）

## 関連事項
- 長崎県小学校一覧